# Cycle générateur de vapeur

Un exemple de moteur utilisant ce cycle : le NAA Rocketdyne 75-110 A du Redstone.

Un cycle générateur de vapeur est une configuration de moteur-fusée à ergols liquides où un réservoir de peroxyde d'hydrogène est ajouté, qui permet l’entrainement des turbines des turbopompes grâce à la décomposition du peroxyde par des pastilles de permanganate de potassium. La vapeur est ensuite éjectée du moteur-fusée. Des exemples de moteurs utilisant ce cycle sont le Mark 39 du V2 ou encore le NAA Rocketdyne 75-110 A des Redstone, dérivant de ce dernier.